# پوکلینگتون
latitudeپوکلینگتونlongitudeپوکلینگتون
پوکلینگتون (به انگلیسی: Pocklington) یک شهرک در بریتانیا است که در انگلستان واقع شده‌است.

## خصوصیات
پوکلینگتون ۸٬۳۳۷ نفر جمعیت دارد.